# Резо Амашукелі
Резо Амашукелі (груз. რეზო ამაშუკელი; 24 червня 1936, Кутаїсі — 10 січня 2022) — грузинський поет.
У 1960 році закінчив філологічний факультет Тбіліського державного університету. Вірші та поеми публікуються з 1957. Видав книги (1964, 1967, 1970, 1974).
У 1972 році вийшла збірка його віршів російською мовою. Вірш «Крик» був удостоєний премії Комуністичної партії Грузії в 1968 році.
Секретар Спілки письменників Грузії (1986). У 1988—1989 роках - перший заступник голови Товариства Шота Руставелі. Заступник голови Спілки громадян (1993). Почесний громадянин Тбілісі (2003). Нагороджений орденом Честі (1996). Лауреат премії Галактіона Табідзе (1982) і премії Комуністичного союзу Грузії (1968).
Помер 10 січня 2022 року.